# Montsec de Castellnou
El Montsec de Castellnou és una serra del terme municipal de Sant Esteve de la Sarga, del Pallars Jussà. Aquesta serra és cap al centre del Montsec d'Ares, al sud-est del poble de Sant Esteve de la Sarga, al sud de Beniure i al sud-oest del poble d'Alzina, a la part meridional del barranc del Bosc. Es tracta d'un dels contraforts septentrionals del Montsec d'Ares.